# Сен-Теоффре
Сен-Теоффре (фр. Saint-Théoffrey) — коммуна во Франции, находится в регионе Рона — Альпы. Департамент коммуны — Изер. Входит в состав кантона Матезин-Триев. Округ коммуны — Гренобль.
Код INSEE коммуны — 38462. Население коммуны на 1999 год составляло 342 человека. Населённый пункт находится на высоте от 905  до 1 240  метров над уровнем моря. Муниципалитет расположен на расстоянии около 510 км юго-восточнее Парижа, 115 км юго-восточнее Лиона, 22 км южнее Гренобля. Мэр коммуны — Georges Bonneton, мандат действует на протяжении 2008—? гг.
Динамика населения (INSEE):